# La Candidate (film, 2008)
Pour les articles homonymes, voir La Candidate.
Pour plus de détails, voir Fiche technique et Distribution.
La Candidate (Kandidaten) est un film danois réalisé par Kasper Barfoed, sorti en 2008.

## Synopsis
Rouage d'un système judiciaire sans scrupule, un avocat est un jour accusé de meurtre. Il décide de se défendre seul en se lançant à la poursuite du groupe de corbeaux ligué contre lui.

## Fiche technique
- Titre : La Candidate
- Titre original : Kandidaten
- Réalisation : Kasper Barfoed
- Scénario : Stefan Jaworski
- Musique : Jeppe Kaas
- Photographie : Manuel Alberto Claro
- Montage : Peter Brandt et Adam Nielsen
- Production : Jonas Allen et Peter Bose
- Société de production : Miso Film
- Société de distribution : SF Film (Danemark)
- Pays :  Danemark
- Genre : Thriller
- Durée : 90 minutes
- Dates de sortie : 
  -  Danemark : 29 août 2008

## Distribution
- Nikolaj Lie Kaas : Jonas Bechmann
- Ulf Pilgaard : Martin Schiller
- Laura Christensen : Louise
- Tuva Novotny : Camilla
- David Dencik : Michael
- Kim Bodnia : Claes Kiehlert
- Henning Jensen : Peter Bechmann
- Jesper Langberg : Jürgen Hammel
- Birgitte Hjort Sørensen : Sarah
- Peter Plaugborg : l'Homme mince
- Henrik Prip : Henrik Linde
- Marijana Jankovic : Kathrine Malling
- Iben Dorner : l'assistante de Schiller
- Jacob Lohmann : l'agent de la circulation

## Distinctions
- Roberts 2009 : Meilleure musique et nommé pour les Meilleurs effets spéciaux[2]